# Служба розвідки сигналів
Служба розвідки сигналів (англ. Signal Intelligence Service, скорочено SIS) — американська служба  радіотехнічної розвідки, яка працювала в інтересах підрозділів криптоаналізу  армії США.

## Історія
Служба розвідки сигналів (SIS) належала підрозділу криптоаналізу  армії США зі штаб-квартирою в Арлінгтон-Холі (колишнє університетське містечко в коледжі Арлінгтон-Хол для жінок, штат Вірджинія) . Інформація про факт існування даної служби була секретною. SIS була раннім попередником сучасного  Агентства національної безпеки (АНБ). Вольф Фрідман очолив службу з трьома «молодшими криптоаналітиками» в квітні 1930 року. Їх іменами були Френк Роулетт, Абрахам Сінков і Соломон Кулбак. До цього всі троє з них були вчителями математики без освіти в області криптоанализу. Фрідман був генетиком, який отримав досвід криптоаналітика в відділі шифрування лабораторії Рівербанк Джорджа Фабяна в 1915—1917 роках до початку  Першої світової війни. Крім дешифрування іноземного листування, вони відповідали за все, що пов'язано з  криптографією в  Міністерстві оборони США. Початковий бюджет SIS був вкрай обмежений, гостро бракувало обладнання, необхідного для перехоплення повідомлень для дешифрування.

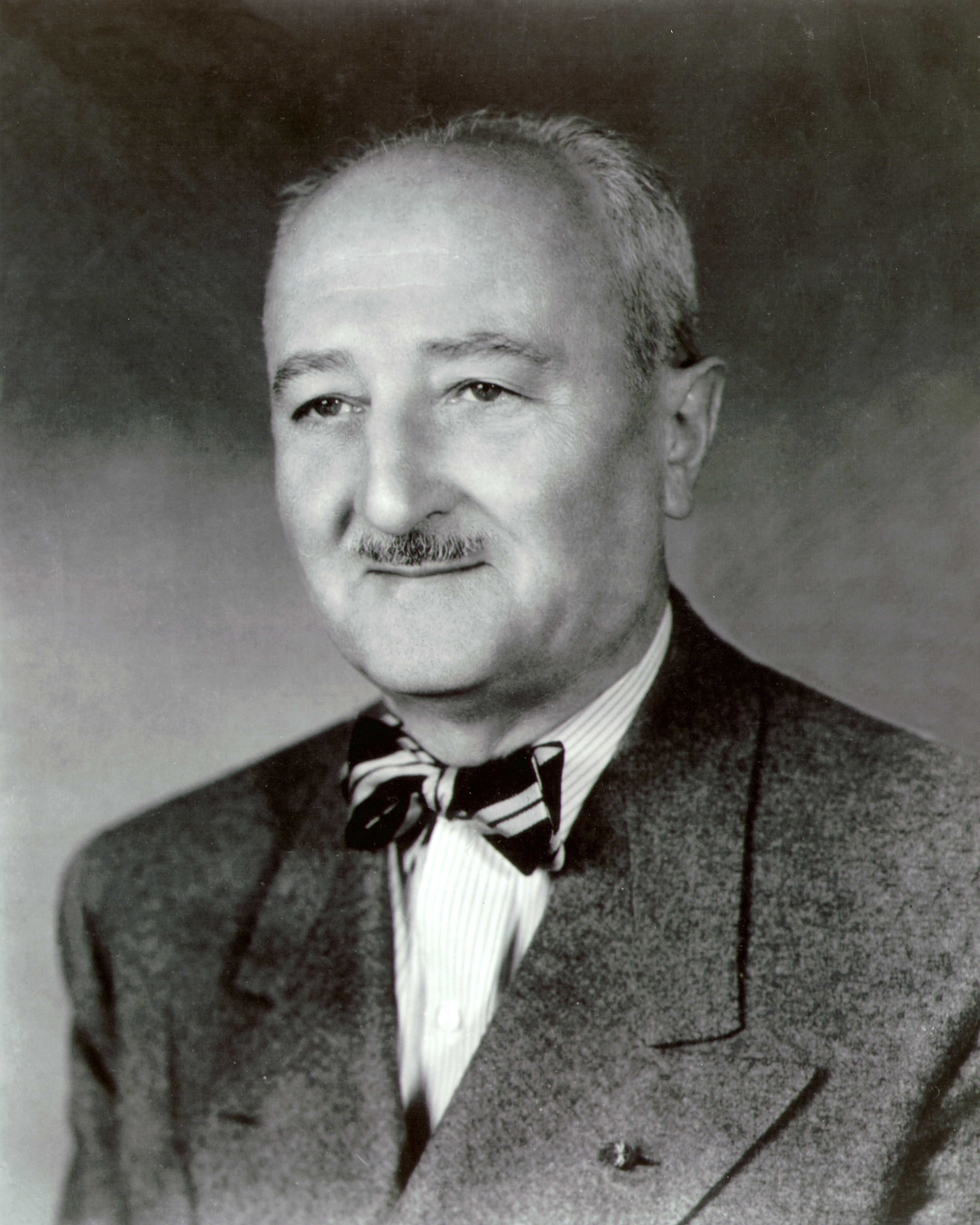
Вільям Фредерік Фрідман (голова SIS)
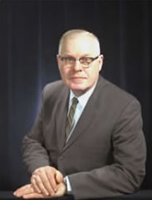
Френк Роулетт (криптоаналітик)
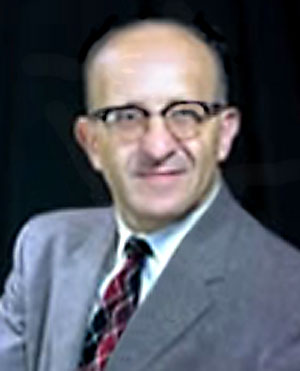
Абрахам Сінков (криптоаналітик)
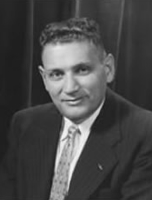
Соломон Кулбак (криптоаналітик)

## Участь в проєкті «Венона»

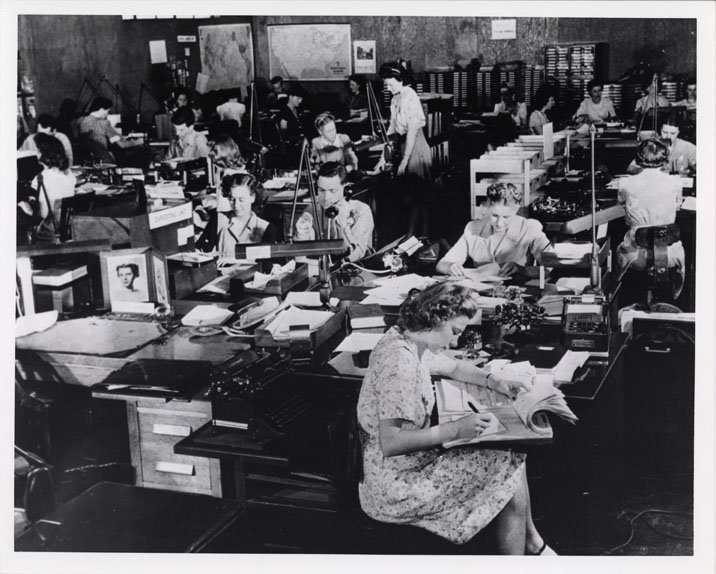
Персонал служби розвідки збройних сил США в Арлінгтон-холі (приблизно 1943 рік)

В середині  Другої світової війни, в 1943 році, Армійська служба розвідки сигналів (пізніше — Агентство безпеки збройних сил) почала перехоплювати радянський розвідувальний трафік, що вирушав головним чином з Нью-Йорка. Цьому проєкту було присвоєно кодову назву «Венона». До 1945 року було перехоплено близько 200 000 повідомлень, що свідчило про розмах радянської розвідувальної діяльності. 20 грудня 1946 року Мередіт Гарднер зробив перший прорив в коді Венона, розкривши існування радянського шпигунства в  Лос-Аламоській національній лабораторії по надсекретному  Мангеттенському проєкту — розробці  ядерної зброї.

## Мережі перехоплення
Мережа перехоплення армії під час Другої світової війни мала шість стаціонарних станцій, які концентрувалися на японських військових сигналах і дипломатичному листуванні:
- Станція Vint Hill Farms,  Уоррентон (Вірджинія);
- Two Rock Ranch, Петалума (Каліфорнія);
- Асмера (Еритрея);
- Форт-Шафтер ( Гаваї);
- Фербанкс (Аляска);
- Нью-Делі (Індія).